# Lingue iraniche nordorientali
Le lingue iraniche nordorientali sono un ramo delle lingue iraniche orientali.

## Classificazione
L'edizione 2009 di Ethnologue contempla solo due lingue iraniche nordorientali:
- lingua osseta [codice ISO 639-3 oss]
- lingua yaghnobī [yai]

La classificazione proposta da Linguist List è la seguente:
- lingua alana [codice ISO 639-3 xln]
- lingua avestica [ave]
- lingua yaghnobī [yai]
- sottogruppo scitico
  - lingua osseta antica [oos]
    - lingua osseta [oss]
    - lingua jassica [ysc]

  - lingua scitica [xsc]
  - sottogruppo sogdiano-khotanese
    - lingua tumshuqese [xtq]
    - sottogruppo sogdiano-corasmiano-battriano
      - lingua battriana [xbc]
      - lingua corasmia [xco]
      - lingua sogdiana [sog]